# Lưu Hiêu
Lưu Hiêu (chữ Hán: 刘嚣; ? - 25 TCN) tức Sở Hiếu vương (楚孝王).
Lưu Hiêu là con trai thứ ba của Hán Tuyên Đế Lưu Tuân, mẹ đẻ là Vệ Tiệp dư.
Năm Cam Lộ thứ hai (52 TCN) phong Định Đào vương (定陶王). Năm Cam Lộ thứ ba (51 TCN) phong Sở vương (楚王), lập thủ đô Bành Thành (Nay là Giang Tô, Từ Châu).
Trong các phiên vương cuối thời kỳ Tây Hán, Sở vương Lưu Hiêu là một người phi thường ưu tú. Ông là tổ tiên của Lưu Anh, hoàng đế cuối cùng của nhà Tây Hán.

## Gia đình
- Phụ mẫu:
  - Phụ thân: Hán Tuyên Đế Lưu Tuân (刘询)
  - Mẫu thân: Vệ Tiệp dư (卫婕妤)
- Con cháu: 
  - Trưởng tử: Sở Hoài vương Lưu Văn (楚怀王刘文)
  - Nhị tử: Quảng Thích Dương hầu Lưu Huân (广戚炀侯刘勋)
    - Quảng Thích Dương hầu Lưu Hiển (广戚炀侯刘显)
      - Tây Hán Mạt đế Lưu Anh (刘婴) hay Nhũ Tử Anh (孺子嬰)

  - Tam tử: Sở Tư vương Lưu Diễn (楚思王刘衍)
    - Sở vương Lưu Hu (楚王刘纡)
      - Đông Hán Cư Sào hầu Lưu Ban (居巢侯刘般)

    - Định Đào vương Lưu Cảnh (定陶王刘景)